# Onthophagus hayashimasaoi
Onthophagus hayashimasaoi är en skalbaggsart som beskrevs av Teruo Ochi och Masahiro Kon 1999. Onthophagus hayashimasaoi ingår i släktet Onthophagus och familjen bladhorningar. Inga underarter finns listade i Catalogue of Life.